# Everton (Missouri)
Everton és una població dels Estats Units a l'estat de Missouri. Segons el cens del 2000 tenia 322 habitants.

## Demografia
Segons el cens del 2000, Everton tenia 322 habitants, 134 habitatges, i 88 famílies. La densitat de població era de 365,7 habitants per km².
Dels 134 habitatges en un 28,4% hi vivien nens de menys de 18 anys, en un 51,5% hi vivien parelles casades, en un 9,7% dones solteres, i en un 34,3% no eren unitats familiars. En el 31,3% dels habitatges hi vivien persones soles el 18,7% de les quals corresponia a persones de 65 anys o més que vivien soles. El nombre mitjà de persones vivint en cada habitatge era de 2,4 i el nombre mitjà de persones que vivien en cada família era de 3,05.
Per edats la població es repartia de la següent manera: un 25,8% tenia menys de 18 anys, un 9,9% entre 18 i 24, un 23,6% entre 25 i 44, un 24,8% de 45 a 60 i un 15,8% 65 anys o més.
L'edat mediana era de 38 anys. Per cada 100 dones de 18 o més anys hi havia 83,8 homes.
La renda mediana per habitatge era de 30.208 $ i la renda mediana per família de 33.571 $. Els homes tenien una renda mediana de 28.125 $ mentre que les dones 16.111 $. La renda per capita de la població era d'11.464 $. Entorn del 16,3% de les famílies i el 20,3% de la població estaven per davall del llindar de pobresa.

## Poblacions més properes
El següent diagrama mostra les poblacions més properes.